# Wutan Zazhi
Wutan Zazhi (武坛杂志) è il nome in Pinyin di una rivista periodica di Taiwan sulle arti marziali cinesi fondata dal maestro Liu Yunqiao nel giugno del 1971, e pubblicata fino al 1973.
Wutan (武坛) significa "Circoli di arti marziali". Zazhi (杂志) ha il significato di "rivista", "periodico". Quindi nell'insieme è traducibile come "Rivista sui circoli di arti marziali". Un'altra possibile traduzione è "Tribuna di Arti Marziali"
Wutan Zazhi ha visto la collaborazione di importanti maestri di arti marziali, quali il maestro Chang Dsu Yao, autore di alcuni articoli.